# Trifolium batmanicum
Trifolium batmanicum ist eine Pflanzenart aus der Gattung Klee (Trifolium). Sie wird in der Gattung in die Sektion Trichocephalum gestellt. Die Art wurde nach ihrem Verbreitungsgebiet in der türkischen Provinz Batman benannt. Besonders ist der Geokarpie genannte Ausbreitungsmechanismus, bei dem sich der Blütenstand nach der Fruchtreife in den Boden bohrt.

## Beschreibung
Trifolium batmanicum ist eine einjährige, krautige Pflanze, die Wuchshöhen zwischen 20 und 50 Zentimeter erreicht. Die liegende oder aufsteigende Sprossachse ist wenig verzweigt.
Die wenigen, großen Laubblätter sind lang gestielt. Die Blätter sind dreifiedrig, die einzelnen Fiedern zwischen 1 und 1,5 Zentimeter lang und ebenso 1 bis 1,5 Zentimeter breit. Die Spreiten sind umgekehrt eiförmig und sich zur Basis hin verjüngend. Der Blattrand ist vor allem an der Spitze fein gezähnelt. Sie sind angedrückt behaart. Die Spitze ist stumpf oder leicht gekerbt. Die Nebenblätter sind grün und eiförmig bis dreieckig, mit einem weißlichen, papierartigen Rand.
Die Blütenstände stehen an Blütenstandsachsen, die sich zur Fruchtreife verlängern. Sie tragen zwei Typen von Blüten: sterile ohne Krone und fertile mit Krone.
Die fertilen Blüten stehen zu 10 bis 14 in zwei Quirlen. Sie biegen sich zur Fruchtreife nach unten. Der Kelch ist im unteren Teil röhrenförmig bis eiförmig und etwa doppelt so lang wie die schlanken, leicht abstehenden Kelchzähne. Die Krone ist cremegelb und verfärbt sich mit der Zeit nach cremerosa. Sie ist 5 bis 8 Millimeter lang und ragt leicht über die Kelchzähne hinaus.
Der sterilen Blüten sind viele, sie reifen schon vor den Fertilen. Sie sind 2 bis 3 Millimeter lang und entwickeln sich zu einem Kelch mit einer äußeren hohlen und einer inneren gefüllten Kelchröhre. Die sterilen Blüten legen sich über die Fertilen und formen eine gelblich-grünliche, diskusartige Halbkugel von 20 bis 30 Millimeter Durchmesser.
Die einsamigen Hülsenfrüchte sind papierartig und vollständig im Kelch eingeschlossen. Die Samen sind etwa 2,5 Millimeter lang und von bräunlich-weißlicher Farbe.
Die Chromosomenzahl ist 2n = 16.

## Verbreitung
Trifolium batmanicum wächst vor allem auf basalthaltigen Böden. Das Verbreitungsgebiet ist sehr klein und liegt in der Provinz Batman in der Türkei, dort ist die Art endemisch.

## Ökologie
Die Art ist selbstbestäubend. Nach der Fruchtreife wächst die Blütenstandsachse nach unten und bohrt den Fruchtstand in den Boden. Die sterilen Blüten schützen dabei die Früchte und dienen als Art Bohrapparat. Diese Ausbreitungsstrategie wird Geokarpie genannt.

## Taxonomie
Trifolium batmanicum wurde 1967 durch Joseph Katznelson in Israel Journal of Botany Band 15 Teil 2, Seite 80 erstbeschrieben.